# Hélisurface d'Avignon Centre Hospitalier
L'hélisurface d'Avignon Centre hospitalier est une hélisurface du département de Vaucluse au centre d'Avignon.

## Situation
L'hélisurface est situé dans l'enceinte du centre hospitalier Henri Duffaut d'Avignon légèrement au nord-ouest.

## Agrément
Hélisurface d'Avignon Centre Hospitalier est une hélisurface à usage restreint réservée exclusivement à l’exécution des missions de service public incombant au centre hospitalier.

## Infrastructure
L'hélisurface d'Avignon Centre Hospitalier dispose d'une aire de posé en enrobé d'une portance de 10 tonnes. Le H d'atterrissage est orienté 176°/356°. En plus de l'aire d'atterrissage, l'hélisurface dispose d'un parking de 21 m par 21 m. Pour la sécurité incendie (SSLIA) il y a cinq extincteurs à poudre d'une capacité de 250 kg. Il y a un indicateur visuel de pente d’approche (APAPI) de chaque côté.

## Restrictions d'utilisation
Tout mouvement devra faire l’objet d’un préavis destiné à neutraliser la circulation de la voie de liaison située au nord de la plate-forme auprès du service de régulation du SAMU.
L'hélisurface est agréée de nuit, les atterrissages face au Nord, de nuit, imposent l’utilisation de l’indicateur visuel de pente
d’approche (APAPI).

## Rattachements
L'Hélisurface d'Avignon Centre Hospitalier est une hélisurface ne disposant pas de services de la DGAC. Pour l'information aéronautique, la préparation des vols et le dépôt des plans de vol il est rattaché au BRIA (Bureau Régional d'Information aéronautique) de l'Aéroport de Marseille Provence. Le suivi des vols sous plan de vol et le service d'alerte sont assurés par le BTIV (Bureau de télécommunications et d'information de vol) du Centre en route de la navigation aérienne Sud-Est situé à Aix-en-Provence.

## Appareil basé
Un hélicoptère est basé à l'hôpital. Il s'agit du F-GJJZ un Écureuil AS335N d'Eurocopter (Numéro de série 5694 fabriqué en 2001) dont le propriétaire est le SAF (Secours aérien français). Il est en service pour le Samu depuis début 2007 sous l'indicatif radio : SAMU84. Il est venu en remplacement d'un autre AS335 le FGZPB. Le Samu 84 est l'un des 36 SAMU de France à être doté d'un hélicoptère.